# Mycena vitilis
Mycena vitilis es una especie de setas NO comestibles de la familia Mycenaceae.

## Características
Se encuentran en Europa en Gran Bretaña, Alemania, Italia, Noruega, Polonia, Portugal y América del Norte, donde crece en el suelo húmedo, entre las hojas de desechos de madera dura, los cuerpos fructíferos por lo general se encuentran con adjuntos de palos y detritos..
Se los distingue por sus largos y delgados tallos y por el ranurado del sombrero (píleo) que alcanza diámetros de hasta 2,2 centímetros. El color es blanco grisáceo, las branquias en la parte inferior del sombrero son espaciadas, contienen estrobilurinas B, un compuesto fungicida con uso potencial en la agricultura.
Descrita por primera vez como Agaricus vitilis por micólogo sueco Elias Magnus Fries en 1838, se asignó el nombre de Mycena vitilis en 1872 por Lucien Quelet.
La variante de cuerpo blanco Mycena vitilis var, se encuentran en Córcega, Italia, se diferencia de las principales especies por sus órganos de fruta blanca y medidas diferentes en varios caracteres microscópicos.